# إسماعيل دياز (لاعب كرة قدم)
إسماعيل دياز (21 أغسطس 1990 بسانتو دومينغو في جمهورية الدومينيكان - ) هو لاعب كرة قدم دومينيكاني في مركز قلب الدفاع. لعب مع Club Barcelona Atlético ‏.

## وصلات خارجية
- إسماعيل دياز (لاعب كرة قدم) على موقع الاتحاد الدولي (مؤرشف)  (الإنجليزية)
- إسماعيل دياز (لاعب كرة قدم) على موقع قاعدة بيانات كرة القدم.إي يو (الإنجليزية)
- إسماعيل دياز (لاعب كرة قدم) على موقع ناشيونال فوتبول تيمز (الإنجليزية)
- إسماعيل دياز (لاعب كرة قدم) على موقع Soccerway.com (الإنجليزية)